# Brasão de Rio Claro (São Paulo)
O brasão de Rio Claro é um dos símbolos que representam o município brasileiro supracitado, localizado no interior do estado de São Paulo. Foi transformado em lei municipal no dia 24 de fevereiro de 1932.

## Descrição
- A coroa mural de prata com cinco torres representa a cidade, cidade nobre e leal.
- A goles (cor vermelha) representa as conquistas e vitórias do povo rio-clarense e simboliza o patriotismo do povo.
- O leão em repouso simboliza o povo rio-clarense descansando após as vitórias políticas e a liberdade conquistada.
- O barrete frígio representa a liberdade, a República sempre sonhada e colocada no “Chefe”, que é o lugar de honra do Brasão, para mostrar que Rio Claro sempre foi um lugar de ideias liberais e republicanas.
- O ouro significa o caráter, nobreza, poder, riqueza e sabedoria.
- As folhas de indaiá representam um tipo de palmeira muito comum nos campos de Rio Claro e que deu origem ao nome “Terra dos Indaiás”.
- A divisa “Quieta non movere" quer dizer: "Não importune quem está tranquilo; não mexa com quem está quieto”, ou, em outras palavras: “Cuidado, deixe este povo em paz”.[1] [2]
- O desenho e memorial descritivo foram de autoria dos cidadãos Zulmiro Ferraz de Campos e professor Carlos Hadler.